# Landkreis Krakau

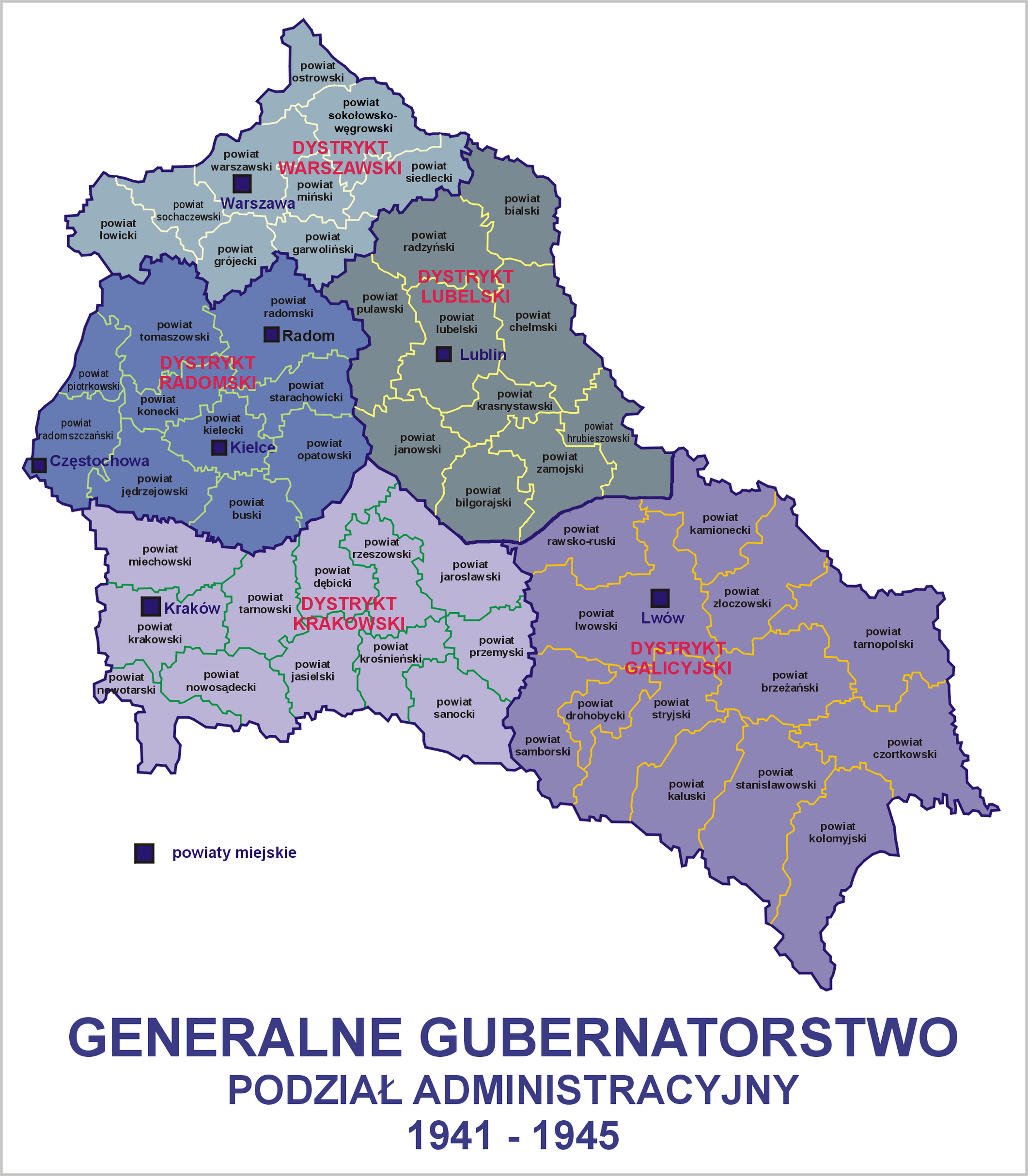
Mapa do governo local de Landkreis Krakau

Landkreis Krakau é um distrito e unidade administrativa de governo local do Distrito de Cracóvia.